# Марбумкомбинат (платформа)
Марбумкомбинат — остановочный пункт Казанского региона обслуживания Горьковской железной дороги — филиала ОАО «РЖД» в Республике Марий Эл, Россия. Находится на электрифицированной линии Зелёный Дол — Волжск. Осуществляются пригородные перевозки из Волжска в Казань и Зеленодольск. Служит ближайшей станцией для жителей жилого района «Центральный» г. Волжск.
Платформа неоднократно простаивала в связи с кратковременными приостановками пригородного сообщения в республике Марий Эл. В 2017 году пассажирские перевозки были возобновлены. В связи с этим, в 2018 году была проведена реконструкция, в результате которой платформа была приподнята и оборудована тактильным покрытием.